# Toholampi
Toholampi [ˈtɔhɔlɑmpi] ist eine Gemeinde in Finnland.
Sie befindet sich in der Landschaft Mittelösterbotten. Die Gemeinde hat 2903 Einwohner (Stand 31. Dezember 2022) auf einer Fläche von 608,43 km² mit Wasserflächen von 8,45 km².

## Söhne und Töchter der Gemeinde
- Albert Gebhard (1869–1937), russisch-finnischer Maler
- Matti Lepistö (1901–1991), Politiker
- Mauno Uusivirta (* 1948), Radrennfahrer
- Pekka Jylhä (* 1955), Künstler und Bildhauer
- Mika Lintilä (* 1966), Politiker